# Mafia: Definitive Edition
Mafia: Definitive Edition é um jogo eletrônico de ação e aventura desenvolvido pela Hangar 13 e publicado pela 2K Games. Um remake do jogo eletrônico Mafia de 2002, foi anunciado em maio de 2020 e lançado em setembro de 2020 para Microsoft Windows, PlayStation 4 e Xbox One. O jogo se passa em uma versão redesenhada da cidade fictícia de Lost Heaven (baseada em Chicago) na década de 1930, e segue a ascensão e queda do motorista de táxi que virou mafioso Tommy Angelo dentro da família do crime Salieri.

## Jogabilidade
Concebido como um remake completo do original, Mafia: Definitive Edition foi construído do zero com novos recursos e uma história expandida, embora as missões e os arcos do jogo original sejam transportados. Assim como no jogo de 2002, os jogadores controlam Tommy Angelo em toda a campanha para um jogador, e seu mundo é navegado a pé ou em um veículo. A novidade no remake é a introdução das motocicletas, a primeira da série. A mecânica de jogo de Mafia: Definitive Edition é baseada na de Mafia III.

## Enredo
Em 1930, após ser fortemente armado para ajudar dois membros da família Salieri - Paulie e Sam - a escapar de uma emboscada da família rival Morello, o pobre taxista Thomas "Tommy" Angelo é atacado por membros da família Morello em um ato de vingança. Enquanto ele é resgatado pela família Salieri depois de pedir um favor que Don Ennio Salieri lhe prometeu, Tommy perde o emprego depois que seus empregadores ficam sabendo de seu envolvimento com a máfia. Com a falta de oportunidades de emprego devido à Grande Depressão em curso, Tommy é forçado a aceitar a oferta de Salieri para se juntar à sua organização, e logo torna-se amigo de Paulie e Sam enquanto eles concluem vários trabalhos juntos.
Nos anos seguintes, as famílias Salieri e Morello se envolvem em uma guerra total pelo controle de Lost Heaven, enquanto Tommy inicia uma família e fica desiludido com o estilo de vida violento e decadente que vive agora. A vida de Tommy como pai de família o leva a questionar sua moral e a ir contra suas ordens quando se trata de assassinar certas pessoas. Quando Salieri fica sabendo disso, Tommy se vê traído por seus ex-aliados e, temendo pela segurança de sua família, consegue proteção de testemunhas com o detetive Norman em troca de depor contra a família Salieri. Todo o jogo é contado como um flashback, enquanto Tommy explica a Norman sua ascensão à proeminência e eventual queda na organização de Salieri.

## Desenvolvimento
Em 13 de maio de 2020, um remake de Mafia foi anunciado pela 2K Games intitulado Mafia: Definitive Edition, como parte da Mafia: Trilogy - um esforço para refazer Mafia, remasterizar Mafia II e atualizar Mafia III. Ele foi desenvolvido pela Hangar 13 e conta com uma "história expandida, jogabilidade e trilha sonora original". Mais de 200 pessoas trabalharam no jogo nos escritórios de Praga e Brno da Hangar 13 e número desconhecido nos escritórios de Brighton e Novato. De acordo com o trailer do jogo, o jogo usa o motor de jogo proprietário da Hangar 13, que foi atualizado desde Mafia III. Seu lançamento ocorreu em 25 de setembro de 2020 para Xbox One, PlayStation 4 e Microsoft Windows. O lançamento estava previsto para 28 de agosto, mas foi adiado para 25 de setembro devido à pandemia de COVID-19.
A trilha sonora em inglês do jogo foi gravada com um elenco diferente, com o ator ítalo-australiano Andrew Bongiorno emprestando sua voz, semelhança e performance de captura de movimento para Tommy Angelo. O presidente da Hangar 13, Haden Blackman, afirmou que "uma vez que nossas cinemáticas dependem fortemente de dados de captura de movimento, era essencial que tivéssemos voz e performances físicas" e eles queriam garantir que os atores não apenas "parecessem", mas também pudessem ter uma boa performance em cabines de captura de movimento e locução. Por outro lado, a dublagem tcheca fez com que a maior parte do elenco ainda viva do jogo de 2002 reprisasse seus papéis no remake, ou seja, Marek Vašut, que voltou a dar voz a Tommy.
Outra mudança importante no remake foi uma reformulação completa do cenário original do jogo. Para ajudar no redesign, a equipe de desenvolvimento se concentrou em revisar o estilo das cidades americanas por volta das décadas de 1920 e 1930 após a Primeira Guerra Mundial e melhorar a atmosfera e os designs estéticos dos vários bairros da cidade, renovando vários e, em alguns casos, renomeando eles completamente - por exemplo, o bairro do cenário original de Chinatown foi reformado para torná-lo mais reconhecível como um bairro habitado por imigrantes chineses com o estilo de edifícios e decorações. Os leiautes das ruas também foram modificados para incluir mudanças nas esquinas e cruzamentos para permitir uma mecânica de direção mais suave, a adição de novos atalhos e becos no mapa e a realocação de vários edifícios e pontos de referência para novos locais, garantindo assim que os jogadores não percorram o mesmo trajeto para alcançá-los como fizeram no jogo original - os desenvolvedores da Hangar 13 usaram sistemas de mapeamento de dados especializados, "mapas de calor", para ver os padrões de direção dos jogadores ao viajar de um local para outro em missões, a fim de avaliar como mudar isso para o remake.